# Podział administracyjny Boliwii
Boliwia administracyjnie podzielona jest na 9 departamentów (departamento). Niższym szczeblem podziału administracyjnego są prowincje (provincias). 

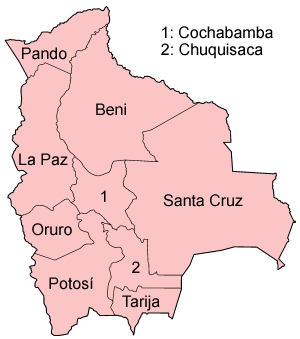
Departamenty Boliwii

## Departamenty
Największym departamentem jest Santa Cruz (o powierzchni 370 621 km²), natomiast najmniejszym Tarija – 37 623 km² powierzchni. W 2012 roku departament Santa Cruz miał również największą populację – liczył wówczas 2 657 762 mieszkańców. Z kolei najmniejszą populację ma departament Pando – 110 436 mieszkańców. 
| Departament | Stolica    | Powierzchnia (w km²) | Liczba mieszkańców (w 2012 roku) |
| ----------- | ---------- | -------------------- | -------------------------------- |
| Beni        | Trinidad   | 213 564              | 422 008                          |
| Chuquisaca  | Sucre      | 51 524               | 581 347                          |
| Cochabamba  | Cochabamba | 55 631               | 1 762 761                        |
| La Paz      | La Paz     | 133 985              | 2 719 344                        |
| Oruro       | Oruro      | 53 588               | 494 587                          |
| Pando       | Cobija     | 63 827               | 110 436                          |
| Potosí      | Potosí     | 118 218              | 828 093                          |
| Santa Cruz  | Santa Cruz | 370 621              | 2 657 762                        |
| Tarija      | Tarija     | 37 623               | 483 518                          |